# Abdelmálik
Abdelmálik ibn Mustaín Imad al-Dawla (fallecido en 1130) fue el quinto rey de la dinastía hudí de la Taifa de Zaragoza, aunque por un breve periodo de tiempo, entre enero y mayo de 1110.
El sucesor legítimo de al-Musta'in II, a la muerte de su padre el 24 de enero de 1110 en la batalla de Valtierra ante tropas comandadas por la aristocracia aragonesa y navarra, no pudo resistir el acoso a que se veía sometido por almorávides y aragoneses; quiso acceder al trono pero en la capital de la Taifa de Saraqusta el partido almorávide, más integrista, había crecido en importancia y los zaragozanos exigieron a Imad al-Dawla que se abstuviera de establecer acuerdos con los cristianos, condición que Abdelmálik al parecer aceptó, pero incumpliría posteriormente.
A mediados de febrero de ese año el gobernador almorávide de Valencia, llamado Ibn Fátima, partió hacia Saraqusta con idea de tomar posesión de la ciudad, pero los zaragozanos acabaron impidiéndoselo, quizá temerosos de provocar con ello una guerra civil entre los partidarios del rey hudí y los proclives a integrar el reino en el Imperio almorávide. Es entonces cuando se descubrió, según el historiador árabe Ibn Idari, que Imad al-Dawla seguía manteniendo tratos con los reinos cristianos lo que provocó, a pesar de que el rey hudí apeló a la tradición de buenas relaciones con el emperador almorávide Alí ibn Yúsuf, que el nuevo gobernador de Valencia Ibn al-Hach se trasladara a la capital del valle medio del Ebro para ocupar el gobierno de Zaragoza. Esta vez los deseos de la facción proalmorávide se impusieron y el 31 de mayo de 1110 Ibn al-Hach tomaba posesión de la Aljafería. Acababa con ello la dinastía hudí en la taifa independiente de Zaragoza.
Sin embargo Abdelmálik se pertrechó en la inexpugnable fortaleza de Rueda, donde creó un pequeño señorío formado por las plazas que aún dominaba: algunos castillos cercanos a Calatayud y la ciudad de Borja. Inmediatamente estableció contactos con Alfonso I de Aragón para prestarle vasallaje y hostigar con sus fuerzas al nuevo poder almorávide de Zaragoza, situación que el Batallador aceptó. En 1122, tras la conquista de Zaragoza por el rey de Aragón (diciembre de 1118), este decidió incorporar Borja, plaza de su súbdito Abdelmálik, a sus dominios directos. La causa no está clara y podría deberse a una crisis en las relaciones entre señor y vasallo o al deseo de la población islámica de esta ciudad, que vería la oportunidad de capitular en una ocasión favorable. La entrega fue pactada y todo indica que debió de garantizar a la población musulmana unas condiciones ventajosas. Se respetaba la potestad jurídica de la mezquita, que podría seguir aplicando la saría, que seguiría siendo aplicada por alaxemis (alguaciles). También se entregaban recíprocamente cautivos y rehenes, e incluso los musulmanes recibían una compensación económica por la entrega de estos. Se ofrecía seguridad a quienes desearan abandonar la ciudad y se prometía no tomar represalias contra los musulmanes que decidieran quedarse en la nueva ciudad cristiana. Ante esto Abdelmálik no debió de oponer oposición alguna. Borja fue entregada en tenencia a Ortí Ortiz, a López y a Tizón y en la plaza se edificaría un nuevo castillo.
Abdelmálik se mantuvo como aliado del rey de Aragón en el castillo de Rueda hasta 1130, año en que, a su muerte, le sucedería en los dominios de Rueda de Jalón su descendiente Abu Ya'far Ahmad ibn Hud Saif al-Dawla llamado en las crónicas cristianas Zafadola, que dominó la plaza entre 1130 y 1146.
| Predecesor: al-Musta'in II | Rey taifa de Zaragoza 1110 | Sucesor: Gobierno almorávide Muhammad ibn al-Haŷŷ |